# 847. grenadirski polk (Wehrmacht)
847. grenadirski polk (hrvaški) (izvirno nemško 847. Grenadier-Regiment (kroatisch); kratica 847. GR) je bil pehotni polk Heera v času druge svetovne vojne.

## Zgodovina
Polk je bil ustanovljen 17. avgusta 1943 za potrebe 392. pehotne divizije.